# 情人 (韓紅專輯)
情人是韩红在2002年发行的专辑。
所属语言：普通话
唱片公司：明星世界

## 曲目
1. 重整河山待后生
2. 一去不回
3. 雪域光芒
4. 喜马拉雅
5. 希望
6. 我是谁
7. 突然想流泪
8. 天亮了
9. 算了吧
10. 格桑花开
11. 爱不后悔
12. 北京的金山上
13. 大哥
14. 翻身农奴把歌唱
15. 风雨中的美丽
16. 漂
17. 情人

| 前任： 相爱 | '韩红的专辑' 2002 | 繼任： 青藏高原 |